# Le Seigneur du fleuve
Le Seigneur du fleuve est un roman de l'écrivain Bernard Clavel publié en 1972 aux Éditions Robert Laffont.
Le Rhône, ce fleuve auprès duquel il a longtemps vécu, il l'a particulièrement aimé et en a fait le héros de plusieurs de ses romans, en particulier Le Seigneur du fleuve où il est omniprésent.
Il l'a présenté dans un album où l'on retrouve l'atmosphère et certains personnages de Le Seigneur du fleuve, album paru sous le titre Le Rhône ou les métamorphoses d’un Dieu, Éditions Hachette Littérature, avec des photos d'Yves-André David en 1979, puis repris sous le titre Je te cherche vieux Rhône, aux Éditions Actes Sud, en 1984.

## Je te cherche vieux Rhône

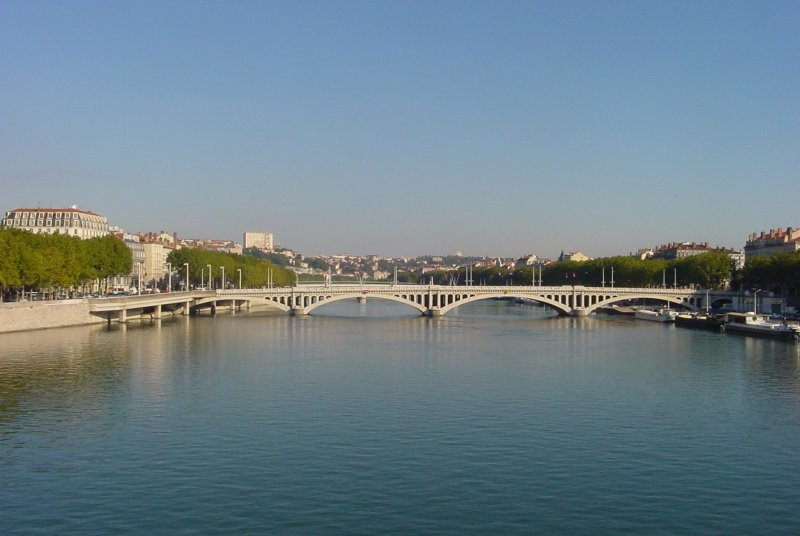
Le Rhône à Lyon

Dans cet album autobiographique consacré au Rhône, on retrouve le décor, les personnages, l’ambiance dont Bernard Clavel se servira pour écrire Le Seigneur du fleuve. C’est ce qu’il nous confirme ici : Sur une carte datant de 1845, « j’y retrouve le Rhône que j’ai suivi avec mes héros en écrivant  Le Seigneur du fleuve. »
Le Rhône pour Bernard Clavel : point d’orgue de sa géographie sentimentale, fruit d’un amour déçu qu’il traîne comme une blessure.  Cette évolution apparaît dès la première page quand, à travers une citation de Jean Giono,  il dit « Un fleuve est un personnage, avec ses rages et ses amours, sa force, son dieu hasard, ses maladies, sa faim d’aventures. » Puis à travers une nouvelle citation de Denis de Rougemont,  il dit son amertume face aux attaques du progrès qui le défigurent : « J’appellerai maintenant pollution non seulement ce qui salit, mais ce qui est impropre aux êtres, aux choses et aux processus biologiques, et leur est brutalement imposé. » Le progrès  a fini par réduire en esclavage « le fleuve le plus fier de notre terre. » 
Pour Bernard Clavel, le Rhône prend sa source à Lyon, « la cité  des soies, des patenôtres et des brumes » neau pied du pont de La Guillotière où remontait le confluent avant les travaux de Perrache quand les longues rigues se préparaient à la décize. Car, malheureusement pour le fleuve, « l’homme est un modeleur de l’univers. » Il y décrit des personnages qui résonnent à travers son œuvre, cette guinguette qui en rappelle une autre, ces vorgines, ces lônes, lieux faits de terre et d’eau où se meuvent « les pirates au visage d’ombre, » Portier pilote et force de la nature, véritable « Seigneur du fleuve, » Revolat le champion de joutes, les sauveteurs-jouteurs de l’Union marinière ou Beaupoux() l’infirmier qui s’occupe aussi des sauveteurs. « Il est des êtres tels qu’il faudrait qu’un romancier  fût d’un orgueil dément pour espérer créer plus beau, plus fort, plus éloquent. » 

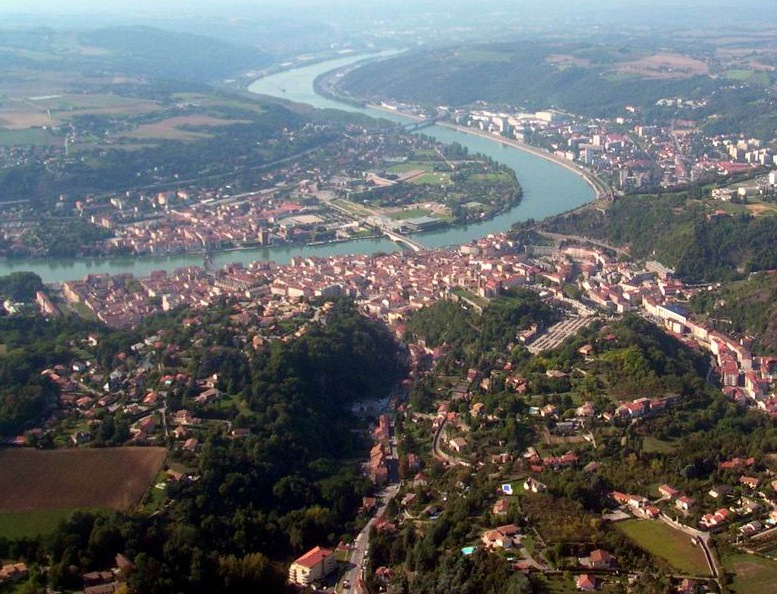
Le Rhône à Vienne

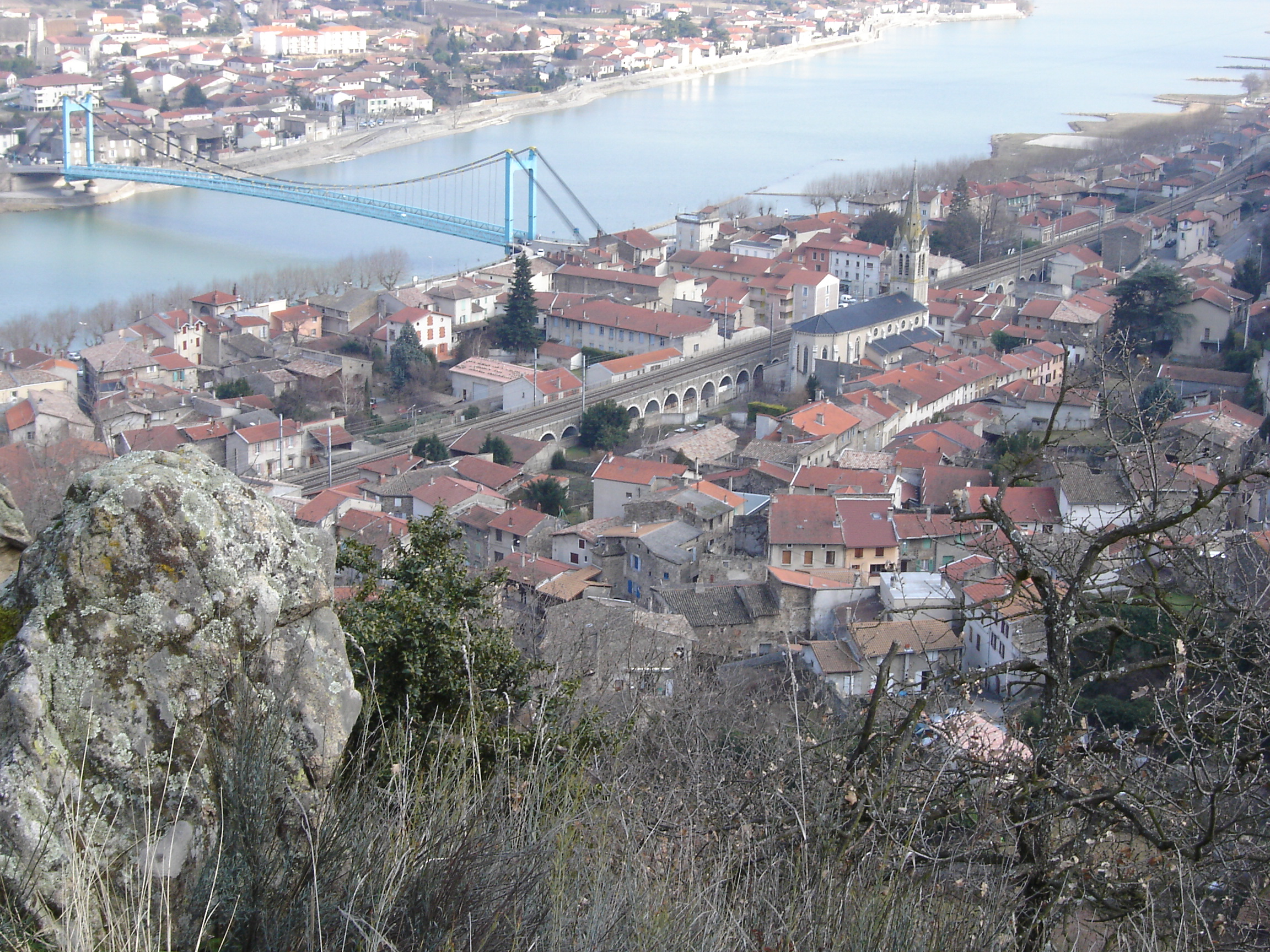
Le Rhône à Serrières

Il y décrit ce Rhône, dont dit-il « je l’ai pourtant emporté avec moi, comme j’ai  partout emporté la terre de mon Jura natal, » la ville de Lyon d’avant Lugdunum, la ville celte de Condate au confluent, celle qu’il décrit dans son roman Brutus. Déjà, quel que soit le lieu où il habite, loin du bureau où il travaille, il vit dans sa tête, « une fois de plus, la millième peut-être, un de mes compagnons d’autrefois, entré de plain-pied et de plein droit dans mes romans, venait de s’en évader pour me tirer du lit. » Il nous parle de mademoiselle Marthouret, la mémoire de la batellerie à Serrières-sur-Rhône, de son musée de la Chapelle des mariniers avec ses croix qu’on plaçait à la proue des bateaux avant l’irruption de la marine à vapeur, l’évocation de ces croix sculptées qu’il va graver dans la dernière page de son roman Brutus. Bernard Clavel l’a beaucoup fréquenté ce musée mais « par le rêve endormi ou éveillé, c’est des milliers de fois que j’ai fait le voyage. »
Son Rhône à lui, ce sont les émotions qu’il a ressenties, cette puissance, cette lumière qui lui a donné envie de se lancer dans l’écriture, une osmose avec la peinture d’abord puis avec la littérature. «  Ce n’est pas uniquement dans le lit qu’ils se sont creusé que coulent les fleuves, c’est en nous. Tout au fond de nous, douloureusement.  Merveilleusement. » Les milliers de tonnes de pierres déversées sur ces rives, les jetées, les murs édifiés, un énorme chantier a dompté et défiguré le fleuve. Mais la nature a tendance à reprendre ses droits et la vorgine repousse sur ce nouveau décor. Bernard Clavel est doublement malheureux : il ne parvient pas à admettre les blessures faites à son fleuve, il n’arrive pas non plus à condamner le progrès technique. « Le Rhône, il a sa force en lui, disait Beaupoux. Elle peut dormir des années ou des siècles… mais elle finira toujours par resurgir. »
Il se souvient de la première fois, quand il est tombé amoureux du Rhône, « ce regard d’astre pure et d’eau flamboyante qui m’accompagnera jusqu’au delta boueux de mon ultime décize. »

## Le Seigneur du fleuve: Introduction
À propos du Rhône, voici ce que nous en dit Bernard Clavel :
« J’ai été follement amoureux du Rhône. J’ai rêvé durant toute mon enfance de navigation et de bateaux. J’aime la vie dure, le travail manuel, le combat fraternel avec les éléments naturels. Écrivant cette histoire d’un homme amoureux de son fleuve et de son métier, n’est-ce pas avant tout un de mes rêves de toujours que j’ai tenté de vivre ? » 
Le roman est divisé en 5 parties :

1- les brouillards de l'aube
2- Le soleil de midi
3- Au terme de la décize
4- Le travail du vent 
5- La remonte
 

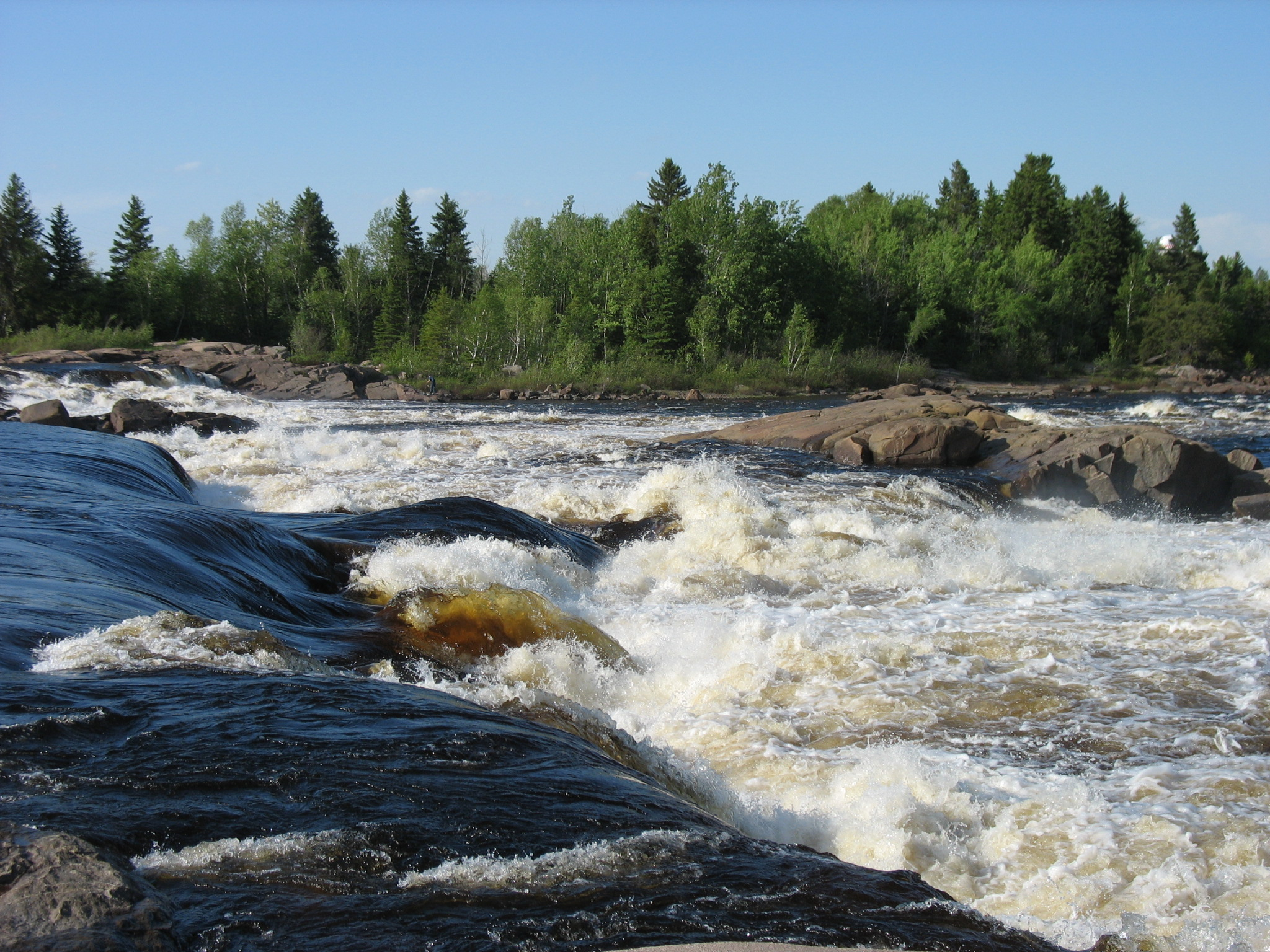
Rivière en crue

« Personnages sauvages et rebelles, indépendants mais surtout pleins d’un orgueil, d’une puissance et d’une fureur  inattendus chez ces hommes du peuple, du travail, et de la terre » : telle est le constat de Maryse Vuillermet sur les personnages des premiers romans de Bernard Clavel, qui se demande « d’où sortent-ils ces Seigneurs du fleuve, ces Pirates du Rhône, cet Hercule sur la place » ?
Philibert Merlin est en tout cas un personnage aux valeurs bien ancrées, chevalier du fleuve et de la batellerie.
Personnages à la carrure imposante comme Clavel les aime, des forces de la nature, ici les trois mariniers, le patron, son fils et son prouvier Honoré Baudry ont un physique impressionnant : À 23 ans, Claude Merlin a déjà la carrure de son père « les mêmes muscles longs, les mêmes poignets à la peau tendue... les mêmes mains larges et épaisses ». Honoré Baudry est « large, écrasé,... épais de poitrine, les bras tout en boules avec des mains courtes, il semble tenir à demi fermée la masse de ses poings ».
Depuis ce funeste 15 juillet 1783 où Jouffroy d'Abbans réussit à faire naviguer la première machine à vapeur sur la Saône à Lyon, malgré la fureur et la révolte contre le monstre de fer, lentement mais sûrement, les choses s'étaient détériorées pour les mariniers. Avec d'autres rhôdanniens, Barthélemy Thimonnier faisant breveter en 1830 sa machine à coudre et Jacquard inventant son métier à tisser à cartons perforés, Lyon est vouée au progrès technique, ogre qui mange l'emploi des canuts, des mariniers qui sillonnent le Rhône entre Lyon et Beaucaire et de tout un petit peuple qui en vit. Mais patron Merlin, les problèmes des autres, ça ne l'intéresse pas, « en 1831, les canuts s'étaient révoltés, il y avait eu des émeutes... mais lui, est-ce que ça l'avait empêché de continuer son travail ? » 
Derrière ce combat entre la vapeur et la batellerie séculaire, entre tradition et progrès technique, c'est toute une culture, un rapport à l'homme, qui est en cause, la relation du maître à ses compagnons, celui qui a réussi, s'est imposé et est reconnu comme tel, face à la relation plus neutre et plus formelle, moins humaine, entre actionnaires, donneurs d'ordres et salariés. Le père Surdon avait bien compris l'enjeu : ce que va tuer la vapeur, « c'est pas tellement les bateaux tirés par les chevaux, c'est aussi une façon de vivre... De vivre et de rester son maître. » Claude Merlin voit les choses autrement que son père : « La vapeur... faut qu'elle améliore le sort des ouvriers. Pas seulement le sort des patrons. Faut pas que les patrons s'en servent pour tuer l'ouvrier et le priver de son gagne-pain. »

## Contenu et résumé

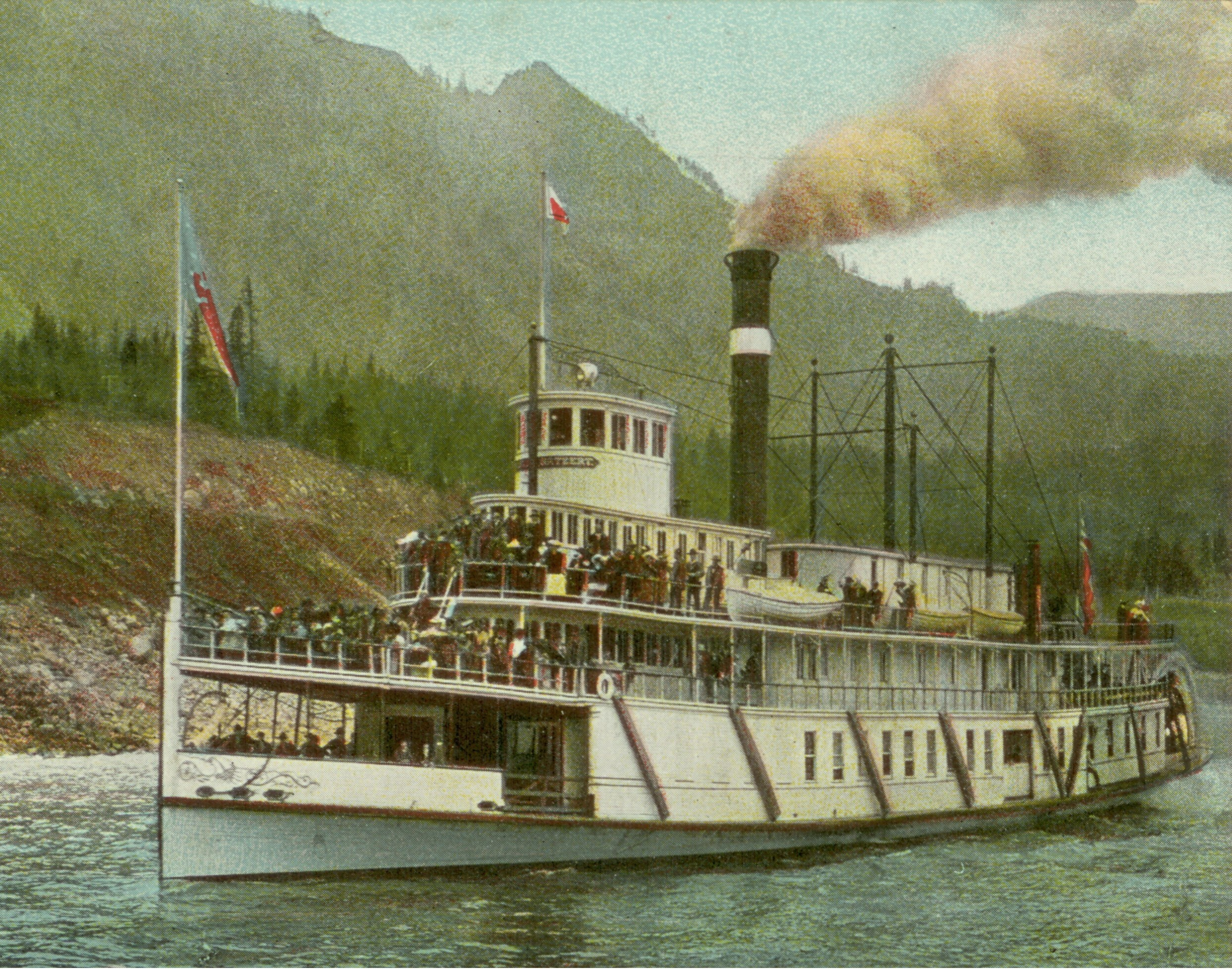
Bateau à vapeur datant de 1910

Dans ce roman, Bernard Clavel évoque le temps des bateliers qui se battaient avec le fleuve alors sauvage, vierge des barrages qui vont peu à peu le dompter et veulent relever le défi des premières machines à vapeur qui leur font concurrence. L’histoire d’une corporation séculaire confronté à l'avancée inexorable du progrès technologique. Depuis plus de vingt ans, régnant sur ses hommes et ses chevaux, il vit en communion avec le fleuve dont il boit tous les matins une goulée pour y puiser force et courage. Ce roman est d’abord le drame d'un grand maître batelier, Philibert Merlin, qui refuse de s'incliner devant la dictature de la machine, un homme tout en fureur et en coups de gueule, plein de contradictions : « il était furieux contre cette colère qu'il continuait pourtant d'alimenter ». 
Philibert Merlin, patron-batelier sur le Rhône est un de ces hommes qui sentent les choses avec son expérience fruit de compétences lentement intégrées, qui fait corps avec son métier et sait reconnaître les signes annonciateurs d'une crue du fleuve, est aussi un être entier prêt à tout sacrifier par amour du métier et par orgueil. Il a humé une odeur inhabituelle, une odeur de charbon : celle duTriomphant, le bateau-vapeur concurrent. « On s'apercevait... que la folie des humains est plus dangereuse que celle qui secoue les éléments parce qu'elle dure davantage ». La concurrence est rude et le vapeur a déjà 'tué' 43 équipages mais maître Merlin est d'une autre trempe. Mais, au-delà des bateliers, tout le petit peuple qui vit du fleuve en souffre, pêcheurs, passeurs, tenanciers, artisans de marine disparaît peu à peu.

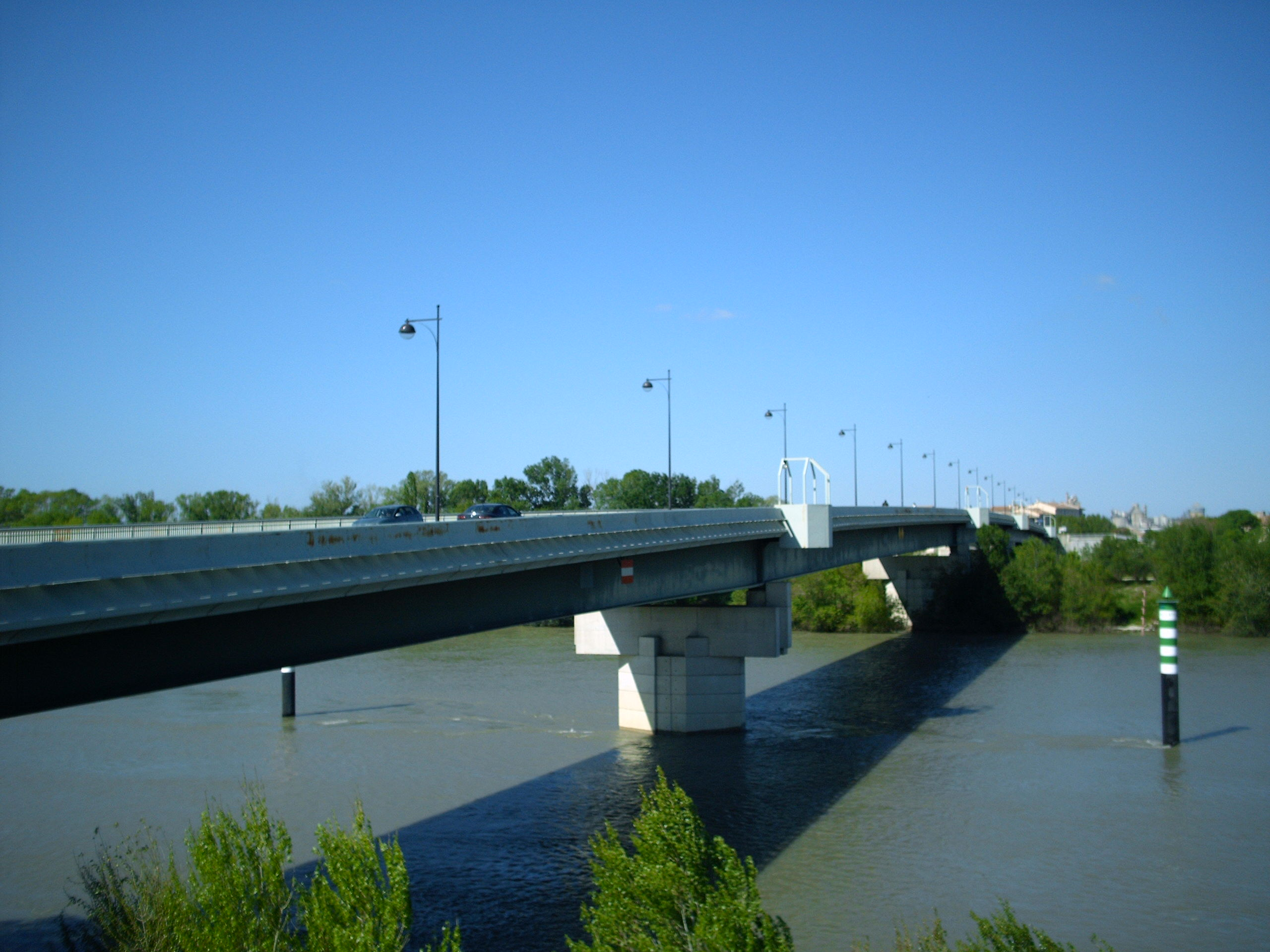
Le Rhône à Beaucaire

Les mariniers sont des hommes importants et respectés qui n'ont jamais connu -et encore moins imaginé- qu'un jour le progrès technique bouleverserait leur métier et leur vie, pire même, les remettrait en cause dans leur utilité sociale et leur dignité. Pourtant, le maître batelier Merlin est un expert dans son domaine : « Le sud a pris tout doux, observe-t-il, ce qui remue ici c'est une queue de vent. On bien ça court beaucoup plus haut, et à raz de terre presque rien... L'orage a dû remonter et crever sur la Saône ». Ce jour-là, l'eau remonte et le brouillard persiste, Merlin est bien décidé à saisir cet avantage et à en profiter. Malgré les difficultés, il part, se faisant doubler par le vapeur, triomphant, qui s'échoue un peu plus bas et demande du secours.
Entre la batellerie et la 'vapeur', c'est maintenant la guerre : pas question de houer le 'Triomphant' prisonnier d'un banc de galets, la livraison de la bielle du 'Rhodan' se termine en bagarre générale et en déroute pour ceux de la vapeur. Patron Merlin a parfaitement réussi sa décize et en arrivant à Beaucaire, il est fêté comme un héros. Mais son triomphe sera de courte durée. Après la sécheresse qui avait retenu 'vapeurs' et rigues -les trains de bateaux- à Lyon pendant des jours et des jours, les pluies d'automne se mirent à grossir le fleuve qui promettait cette année 1840 une crue exceptionnelle. Dans ces conditions, personne ne voudrait prendre le risque de remonter le Rhône de Beaucaire jusqu'à Lyon. Trop dangereux.
Mais Merlin décide de lancer un défi au vapeur, au fleuve et sans doute à lui-même : son orgueil, sa fierté de seigneur du fleuve lui dictent de remonter coûte que coûte, connaître la peur et se risquer malgré tout. Il s'est séparé de son fils Claude et de son prouvier Tirou, coupables de collusion avec 'la vapeur' et il s'est adjoint un vieux marinier d'expérience le père Surdon, tout heureux de joindre à l'expédition. Patron Merlin est d'autant plus décidé que deux vapeurs, des gros de chez Bonnardel, sont passés pendant qu'il était à l'arrêt du côté de Vallabrègues. Pour lui, c'est comme une provocation qu'il se doit de relever.
Cette année-là, contrecoup de la sécheresse, la crue du Rhône fut exceptionnelle, en pleine ville de Lyon, « le fleuve atteignit jusqu'à 7,37 mètres au-dessus de son étiage. » L'eau ruisselait faisant gonfler comme jamais la Saône et le Rhône, inondant toute la région et « de grands lacs traversés de courants se formaient entre les montagnes. Les pentes étaient des torrents et les plaines étaient des lacs. » Les flots furieux du Rhône charriant d'énormes débris, des arbres entiers déracinés, seront fatals au patron Philibert Merlin, seigneur du fleuve, « déjà le Rhône l'empoigne, le retourne comme un enfant et lui brise la tête contre le pilier de ce pont où viennent de se fracasser, sans l'ébranler, toutes les belles barques de sa rigue. »

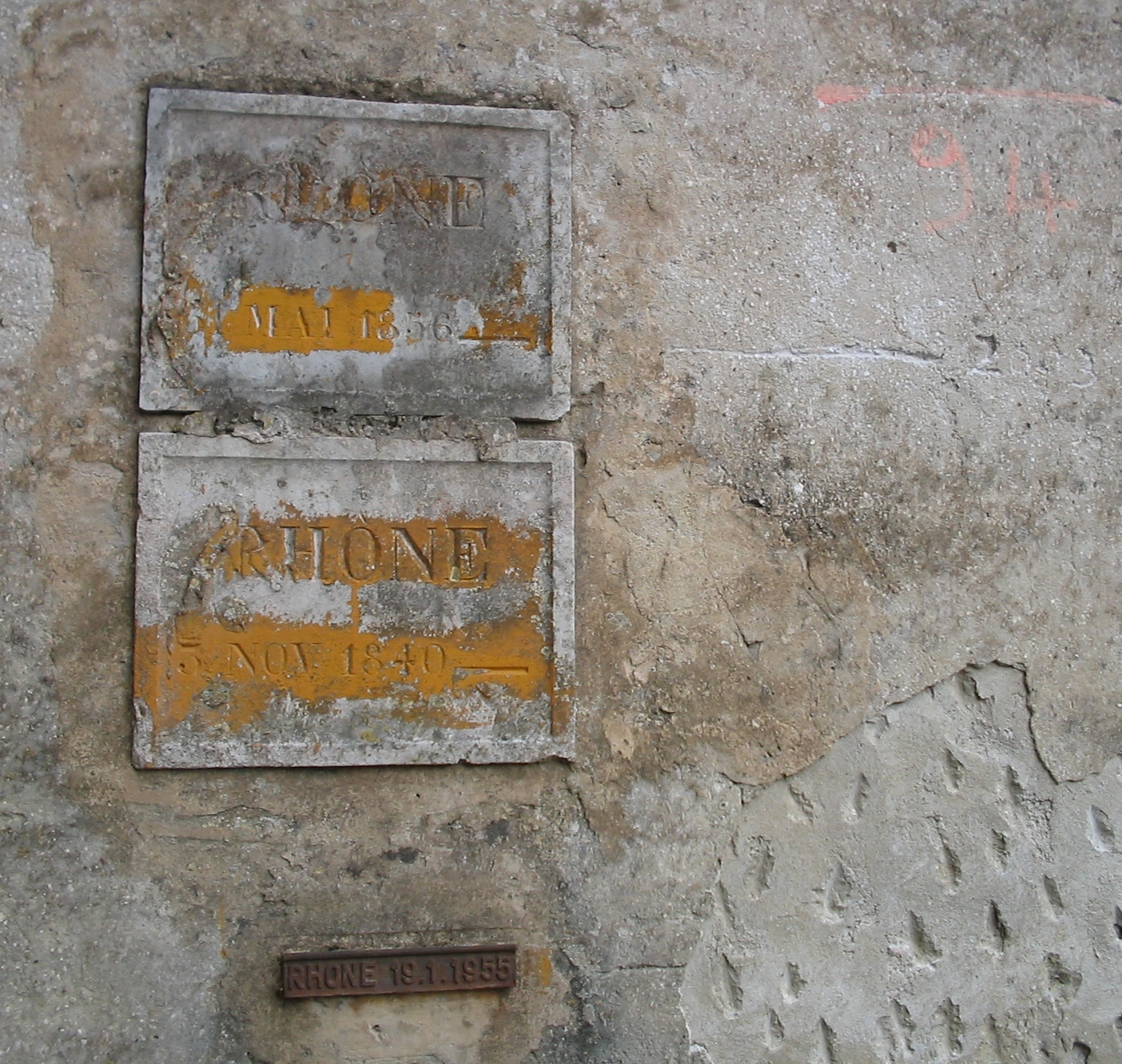
La crue du Rhône à Livron-sur-Drôme en 1840

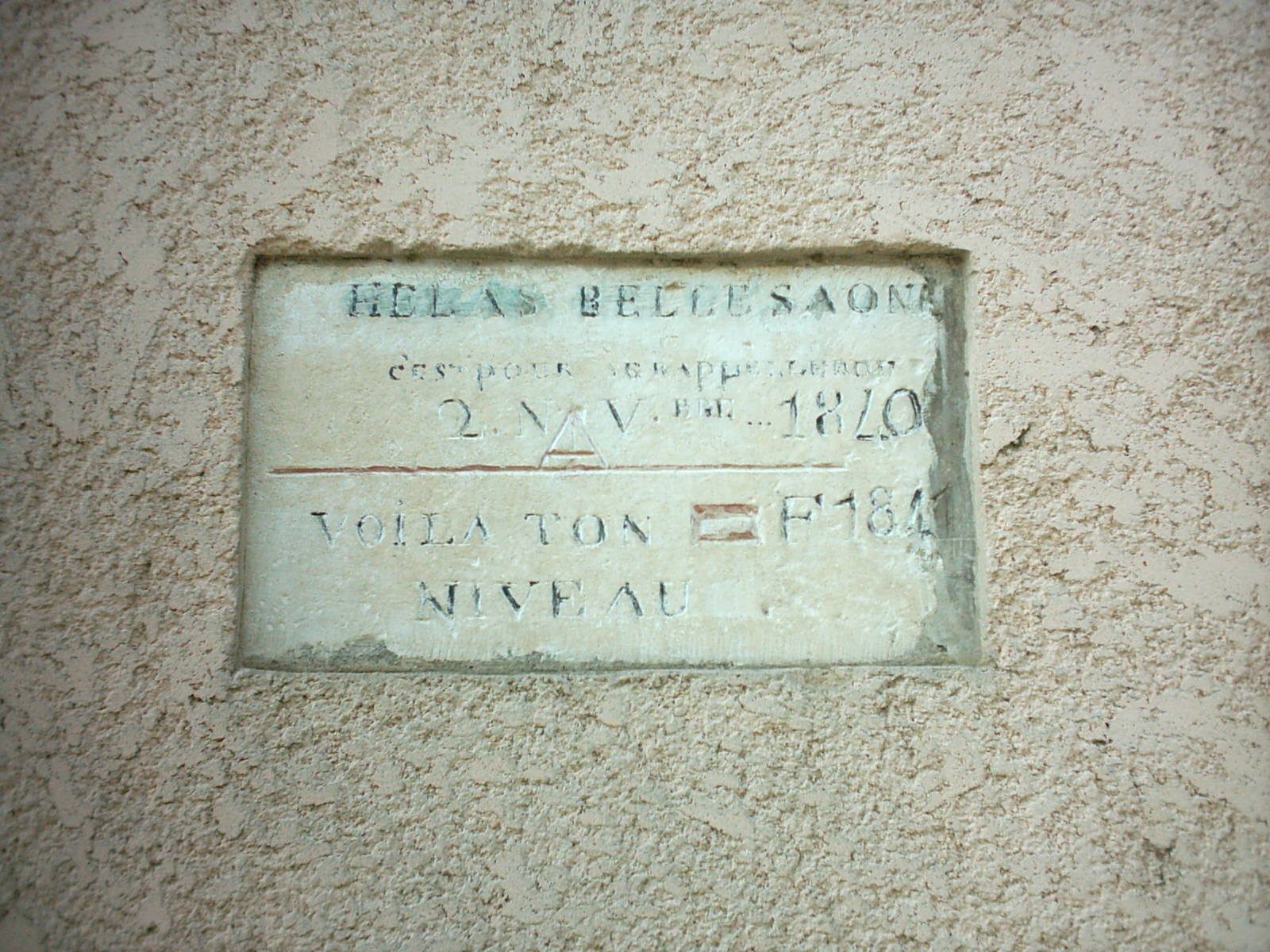
Niveau atteint par la Saône à Quincieux (Rhône) en 1840